# Зенит-312m

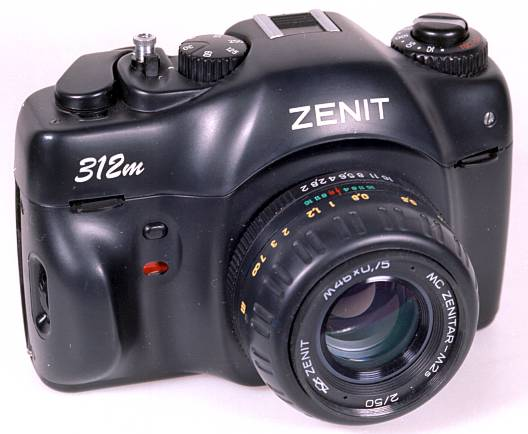
«Зенит-312m» з об'єктивом MC «Зенитар-М2s».

Зени́т-312m — малоформатний однооб'єктивний дзеркальний фотоапарат російського виробництва з напівавтоматичною установкою експозиції за допомогою заоб’єктивного TTL-експонометра. Розроблений та вироблявся на Красногорському механічному заводі (КМЗ). 
Випускався серійно у 1999 — 2005 роках. 
Всього вироблено 84 тис. камер 
«Зенит-312m» є подальшою модифікацією фотоапарата «Зенит-212k».

## Технічні характеристики
- Тип — однооб'єктивний дзеркальний фотоапарат з вбудованим TTL-експонометром і механізмом підйому дзеркала постійного візування.
- Тип застосовуваного фотоматеріалу — фотоплівка типу 135 в стандартних касетах. Розмір кадру 24 × 36 мм.
- Затвор — механічний, шторково-щілинний з горизонтальним рухом полотняних шторок. Витримка затвора: від 1/30 до 1/500 сек і «ручна».
- Штатні об'єктиви : «Гелиос-44М-5» 2/58, МС «Гелиос-44М-5» 2/58, «Гелиос-44М-6» 2/58, МС «Гелиос-44М-6» 2/58, МС «Гелиос-44М-7» 2/58, МС «Зенитар-М» 2/50, МС «Зенитар-М2» 2/50, МС «Зенитар-М2s» 2/50 — усі з нажимною діафрагмою.
- Корпус пластиковий з задньою стінкою, що відкривається.
- Курковий заведення затвора і перемотка плівки. Зворотне перемотування плівки висувною головкою.
- Видошукач дзеркальний, з незмінною пентапризмою. Фокусувальний екран — лінза Френеля з мікрорастром та матове скло.
- TTL-експонометр з двома сірчано-кадмієвими фоторезисторами. Світодіодний індикатор експонометра можна бачити в полі зору видошукача. Напівавтоматична установка експозиції на закритій до робочого значення діафрагмі.
- Механізм нажимної діафрагми з приводом від кнопки спуску. Неповний нажим закриває діфрагму та включає експонометр.
- Тип кріплення об'єктива — різьбове з'єднання M42×1/45,5.
- Центральний Синхроконтакт«Х»
- Механічний автоспуск.
- Лічильник кадрів зі скидуванням на початок після ввімкнення зворотньої перемотки плівки
- Різьба штативного гнізда 1/4 дюйма.